# Euschmidtiidae
Los euscmidtíidos (Euschmidtiidae) son una familia de insectos ortópteros celíferos.

## Distribución
Se distribuye por África subsahariana.

## Géneros
Según Orthoptera Species File (31 mars 2010):
- Euschmidtiinae Rehn, 1948
  -     - Apteroschmidtia Descamps, 1973
    - Caenoschmidtia Descamps, 1973
    - Euschmidtia Karsch, 1889
    - Kwalea Descamps, 1973
    - Loboschmidtia Descamps, 1973
    - Mastachopardia Descamps, 1964
    - Microschmidtia Descamps, 1973
    - Paraschmidtia Descamps, 1964
- Pseudoschmidtiinae Descamps, 1964
  - Apteropeoedini Descamps, 1964
    - Ambatomastax Descamps & Wintrebert, 1965
    - Apteropeoedes Bolívar, 1903
    - Mastaleptea Descamps, 1971
    - Tetefortina Descamps, 1964

  - Carcinomastacini Descamps, 1964
    - Acanthomastax Descamps, 1964
    - Carcinomastax Rehn & Rehn, 1945
    - Sauromastax Descamps, 1964
    - Teratomastax Descamps, 1964

  - Cryptomastacini Descamps, 1971
    - Cryptomastax Descamps, 1971
    - Dichromastax Descamps, 1971
    - Scleromastax Descamps, 1971

  - Dendromastacini Descamps, 1971
    - Acridomastax Descamps, 1971
    - Dactulomastax Descamps, 1971
    - Dendromastax Descamps & Wintrebert, 1965

  - Lavanonini Descamps, 1971
    - Kratopodia Descamps, 1964
    - Lavanonia Descamps, 1964
    - Namontia Descamps, 1964

  - Lobomastacini Descamps, 1971
    - Chromomastax Descamps, 1964
    - Lobomastax Descamps, 1964
    - Microlobia Descamps, 1964
    - Wintrebertina Descamps, 1971

  - Micromastacini Descamps, 1971
    - Micromastax Descamps, 1964

  - Parasymbellini Descamps, 1971
    - Parasymbellia Descamps, 1964

  - Penichrotini Descamps, 1964
    - Amatonga Rehn & Rehn, 1945
    - Harpemastax Descamps, 1964
    - Penichrotes Karsch, 1889
    - Pseudamatonga Descamps, 1971
    - Raphimastax Descamps, 1971
    - Rhinomastax Descamps, 1971
    - Xenomastax Descamps, 1964
    - Xenoschmidtia Descamps, 1973

  - Pseudoschmidtiini Descamps, 1964
    - Amalomastax Rehn & Rehn, 1945
    - Eudirshia Roy, 1961
    - Malagamastax Descamps, 1964
    - Peoedes Karsch, 1889
    - Pseudoschmidtia Rehn & Rehn, 1945

  - Sphaerophallini Descamps, 1971
    - Descampsiella Özdikmen, 2008
    - Sphaerophallus Descamps, 1964

  - Symbellini Descamps, 1971
    - Isalomastax Descamps & Wintrebert, 1965
    - Symbellia Burr, 1899
    - Tapiamastax Descamps & Wintrebert, 1965
    - Wintrebertella Descamps, 1964

  - Wintrebertini Descamps, 1971
    - Elutronuxia Descamps, 1964
    - Exophtalmomastax Descamps, 1964
    - Parawintrebertia Descamps & Wintrebert, 1965
    - Wintrebertia Descamps, 1964

  - Tribu indéterminée
    - Macromastax Karsch, 1889
    - Maroantsetraia Descamps, 1964
    - Pauromastax Descamps, 1973
    - Platymastax Descamps, 1964
    - Trichoschmidtia Descamps, 1973
- Stenoschmidtiinae Descamps, 1973
  -     - Stenoschmidtia Descamps, 1973